# Киз-Куле
Киз-Куле (крим. Qız Qulle) — середньовічний феодальний замок-фортеця, пам'ятка археології національного значення
На північний захід від Ескі-Кермена на плато сусіднього мису стоїть башта з воротами — залишки замку Киз-Куле (Дівоча башта). Киз-Куле — це характерний середньовічний феодальний замок-фортеця. Попереду вежі був неглибокий рів, переїжджали через нього перекидним мостом, до якого з півдня вела дорога. І рів, і дорога були вирубані у скелі.
Замок Киз-Куле виник, швидше за все, після руйнування оборонних споруд Ескі-Кермен, тобто не раніше X—XI ст. У 1933 році всередині фортеці велися розкопки. Близько вежі розкриті рештки одноапсидної каплиці XI—XIII ст. із гробницями в ній. Тоді ж археологи встановили, що фортеця Киз-Куле в XIV ст. загинула від пожежі. Залишилася тільки башта, овіяна поетичними легендами і переказами.
З ущелини західніше Киз-Куле до башти веде стежка з вирубаними у скелі сходами. Ущелина ця обжита людиною ще з прадавніх часів. На початку ущелини і в її західному відрозі виявлені сліди стоянок кам'яної доби. Було тут поселення і в середньовіччя. У навколишніх ущелині скелях багато природних і штучних печер.
В одній зі скель на південній околиці ущелини була висічена невелика церква, у ній збереглися фрагменти фрескового живопису XII—XIV ст. У літературі її називають Храмом Донаторів. Можливо, і храм, і село в ущелині колись належали господарям Киз-Куле. «Донатори», або дарувальники, тобто люди, на чиї гроші побудований храм, колись були тут місцевими князями.
Йти, точніше, повзти, чіпляючись за коріння дерев треба майже вертикальною стіною, покритою до того ж сипучим ґрунтом. Але коли долаєш цю стіну, опиняєшся на скельному підвищенні, з якого проглядалася вся долина.
Храму не видно, хоча він прямо перед вами. Маленька печерка у скелі, незвичайно чиста і акуратна, з вівтарем — випиляним з каменю піднесенням. На стінах збереглися фрески — на центральній стіні зображення самих донаторів — чоловіка з дружиною, біля вівтаря — зображення Христа, на стелі — ще якісь зображення.

## Ресурси Інтернету
- Храм Донаторів та башта Киз-куле [Архівовано 1 Лютого 2013 у Wayback Machine.]
- Вікісховище має мультимедійні дані за темою: Киз-Куле